# 김성철 (배우)
김성철(金聖喆, 1991년 12월 31일 ~ )은 대한민국의 배우이다. 2014년 뮤지컬 사춘기로 데뷔하였다.

## 학력
- 한국예술종합학교 연극원 연기과

## 출연 작품

### 뮤지컬
| 연도  | 제목                 | 역할                               | 비고     |
| ----- | -------------------- | ---------------------------------- | -------- |
| 2014  | 《사춘기》           | 용만                               | 데뷔작   |
| 2015  | 《마이 버킷 리스트》 | 해기                               |          |
| 2015  | 《안녕! 유에프오》   | 상구                               | 리딩공연 |
| 2015  | 《손탁호텔》         | 준                                 | 리딩공연 |
| 2015  | 《풍월주》           | 사담                               |          |
| 2015  | 《베르테르》         | 카인즈                             |          |
| 2016  | 《안녕! 유에프오》   | 상구                               |          |
| 2016  | 《스위니 토드》      | 토비아스                           |          |
| 2016  | 《팬레터》           | 정세훈                             |          |
| 2017  | 《미스터 마우스》    | 서인후                             |          |
| 2018  | 《뱀파이어 아더》    | 아더                               | 쇼케이스 |
| 2019  | 《빅피쉬》           | 윌 블룸                            |          |
| 2022  | 《데스노트》         | 엘(L)                              |          |
| 2023~ | 《몬테크리스토》     | 애드몬드 단테스 &몬테크리스토 백작 |          |
| 2024  | 《몬테크리스토》     | 애드몬드 단테스 &몬테크리스토 백작 |          |
| 2024  | 《지킬 앤 하이드》   | 지킬 & 하이드                      |          |

### 연극
- 2016년 《로미오와 줄리엣》 ... 벤볼리오 역
- 2023년 《셰익스피어 인 러브》 ... 윌 셰익스피어 역 (2023.1.28 ~ 2023.3.26 서울 예술의전당 CJ 토월극장)

### 영화
| 연도 | 제목                    | 역할     | 비고     |
| ---- | ----------------------- | -------- | -------- |
| 2014 | 《겨울 소풍》           | 승재     |          |
| 2017 | 《개들의 침묵》         | 국영     |          |
| 2018 | 《배반의 장미》         | 양두석   |          |
| 2019 | 《장사리:잊혀진영웅들》 | 기하륜   |          |
| 2019 | 《82년생 김지영》       | 김지석   |          |
| 2020 | 《서치 아웃》           | 준혁     |          |
| 2022 | 《올빼미》              | 소현세자 |          |
| 2024 | 《댓글부대》            | 찡뻤킹   |          |
| 2025 | 《파과》                | 투우     | 스포일러 |

### 드라마
- 2017년 tvN 수목드라마 《슬기로운 감빵생활》 ... 법자 / 김영철 역
- 2018년 KBS2 2부작 드라마 《To. Jenny》 ... 박정민 역
- 2018년 OCN 토일드라마 《플레이어》 ... 지성구 역 (우정출연)
- 2019년 JTBC 월화드라마 《바람이 분다》 ... 브라이언 정 역
- 2019년 tvN 토일드라마 《아스달 연대기》 ... 잎생 역
- 2020년 tvN 목요드라마 《슬기로운 의사생활》 ... 노진혁 역 (특별출연)
- 2020년 SBS 월화드라마 《브람스를 좋아하세요?》 ... 한현호 역
- 2020년 Netflix 오리지널 드라마 《스위트홈》 ... 정의명 역
- 2020년 KBS2 단막극 《드라마 스페셜 - 원 나잇》 ... 이동식 역
- 2021년 tvN 토일드라마 《빈센조》 ... 황민성 역 (8회 / 20회 특별출연)
- 2021년 SBS 월화드라마 《라켓소년단》 ... 박 총무 역
- 2021년 SBS 월화드라마 《그 해 우리는》 ... 김지웅 역
- 2024년 U+모바일tv 오리지널 드라마 《노 웨이 아웃 : 더 룰렛》 ... 성준우 역
- 2024년 Netflix 오리지널 드라마 《지옥 시즌 2》 ... 정진수 역

## 그외 활동

### 콘서트
| 연도 | 제목                                    |
| ---- | --------------------------------------- |
| 2015 | 뮤지컬토크-이상이의 즐겨찾기            |
| 2015 | 투가이즈쇼 : 박정아 작곡가 편           |
| 2015 | 집들이 뮤지컬 토크 콘서트 '발푸르기스'  |
| 2015 | 트루맨쇼                                |
| 2015 | 더 뮤지컬 15주년 기념 콘서트            |
| 2016 | 전설의 콘써트 with 집들이               |
| 2016 | 배리어프리 콘서트 : 안녕! 유에프오      |
| 2016 | 탄산소년단 콘서트                       |
| 2016 | 크리에이티브마인즈 뮤지컬 콘서트 UNSUNG |
| 2016 | 자라섬 뮤지컬 페스티벌                  |
| 2017 | 조광화전 리플라이 콘서트 베르테르DAY    |
| 2017 | SONG FOR YOU : 배우 김찬호 편           |
| 2019 | 뮤지컬 사춘기 콘서트 : 제1회 동창회     |

### TV 프로그램
| 연도   | 제목       | 비고  |
| ------ | ---------- | ----- |
| 2018년 | 비디오스타 | 114회 |
| 2018년 | 인생술집   | 93회  |
| 2019년 | 해피투게더 | 616회 |
| 2020년 | 런닝맨     | 518회 |
| 2021년 | 식스센스   | 8회   |

### 라디오
| 연도   | 제목                          | 비고       |
| ------ | ----------------------------- | ---------- |
| 2018년 | 송은이, 김숙의 언니네 라디오  | 2018.10.17 |
| 2019년 | 최화정의 파워타임             | 2019.09.13 |
| 2020년 | 사랑하기 좋은 날 이금희입니다 | 2020.12.24 |
| 2021년 | 박명수의 라디오쇼             | 2021.05.17 |

### 뮤직비디오
| 연도   | 아티스트     | 제목                         |
| ------ | ------------ | ---------------------------- |
| 2019년 | 로코베리     | 너에 대한 모든 것            |
| 2021년 | 데이브레이크 | 말이 안 되잖아 (Feat.헤이즈) |
| 2022년 | 김나영       | 어쩔 수가 없나 봐(prod.정키) |
| 2023년 | 비비         | 한강공원                     |

## 수상 및 후보
| 연도 | 시상식                                  | 부문                                         | 작품                        | 결과 |
| ---- | --------------------------------------- | -------------------------------------------- | --------------------------- | ---- |
| 2015 | 스테이지톡 오디언스 초이스 어워즈(SACA) | 최고의 배우 뮤지컬 부문 남우신인상           | 빈칸                        | 수상 |
| 2016 | 제5회 예그린뮤지컬어워드                | 남우신인상                                   | 풍월주                      | 후보 |
| 2017 | 제1회 한국뮤지컬어워즈                  | 남우신인상                                   | 스위니 토드                 | 수상 |
| 2019 | 제40회 청룡영화상                       | 신인남우상                                   | 장사리: 잊혀진 영웅들       | 후보 |
| 2019 | 제27회 대한민국 문화연예대상            | 영화부문 남자 신인연기상                     | 장사리: 잊혀진 영웅들       | 수상 |
| 2020 | 제25회 춘사영화제                       | 신인남우상                                   | 장사리: 잊혀진 영웅들       | 후보 |
| 2020 | SBS 연기대상                            | 남자 신인연기상                              | 브람스를 좋아하세요?        | 후보 |
| 2020 | KBS 연기대상                            | 남자 연작·단막극상                           | KBS 드라마 스페셜 - 원 나잇 | 후보 |
| 2021 | SBS 연기대상                            | 미니시리즈 코미디·로맨스부문 남자 우수연기상 | 그 해 우리는                | 후보 |
| 2023 | 제21회 디렉터스 컷 시상식               | 올해의 새로운 남자배우상                     | 올빼미                      | 후보 |
| 2023 | 제59회 백상예술대상                     | 영화부문 남자 조연상                         | 올빼미                      | 후보 |
| 2023 | 제28회 춘사국제영화제                   | 신인남우상                                   | 올빼미                      | 수상 |
| 2023 | 제59회 대종상                           | 신인남우상                                   | 올빼미                      | 후보 |
| 2025 | 대한민국 퍼스트 브랜드 대상             | 남자배우(OTT)                                | 지옥 시즌 2                 | 수상 |